# Kriaxera
Le Kriaxera /kriaʃeɾa/ est un canard originaire du Pays basque français dont l'origine remonterait à la conquête romaine. On appelle Kriaxera aussi bien une cane de souche, qu’un mulard croisé entre la cane et un mâle de Barbarie.
C'est une race rustique pouvant vivre en plein air, sur des terrains herbeux drainés de ruisselets. On réserve généralement les mâles au gavage ou aux confits alors que les femelles sont consommées pour leur viande. Leur chair, peu grasse, est particulièrement goûteuse.

## Description
Son plumage est sombre, agrémenté de plumes irisées de bleu et de vert.
La cane atteint 3 kg. Elle est moins fertile que les principales races d'élevage.

## Rusticité
Cette race rustique attire l'attention des chercheurs pour sa résistance à la grippe aviaire H5N8. Les canards ont été infectés comme en témoignent les tests virologiques mais ils restent asymptomatiques et ne présentent pas de mortalité. La race, qui aurait dû disparaitre avec les mesures sanitaires prises pour lutter contre l'épizootie de janvier 2021, a été temporairement épargnée en raison notamment de cette résistance à la maladie.
Finalement, le 3 août 2021, la préfecture fait abattre la totalité des canards du couvoir de Bidache. Quelques œufs auraient été conservés hors de la zone de vide sanitaire pour préserver cette race locale qui sinon se serait définitivement éteinte.